# Always Never the Same
| Оценки критиков      | Оценки критиков                                                          |
| Источник             | Оценка                                                                   |
| -------------------- | ------------------------------------------------------------------------ |
| Allmusic             | [ 1 ]                                                                    |
| Entertainment Weekly | B+                                                                       |
| Q                    | 4 из 5 звёзд · 4 из 5 звёзд · 4 из 5 звёзд · 4 из 5 звёзд · 4 из 5 звёзд |

Always Never the Same — студийный альбом американского кантри-певца Джорджа Стрейта, вышедший 2 марта 1999 года на лейбле MCA Nashville. Продюсером был Тони Браун и сам Стрейт. Диск дал один кантри-сингл на № 1 Hot Country Songs (Write This Down). Альбом получил умеренные отзывы музыкальных критиков и достиг № 2 в кантри-чарте Top Country Albums, его тираж превысил 1 млн копий и он получил платиновый статус RIAA.

## Список композиций
1. «Meanwhile» (Wayland Holyfield, Fred Knoblock) — 3:36
2. «Write This Down» (Dana Hunt Oglesby, Kent Robbins) — 3:41
3. «That’s the Truth» (Steve Leslie, Melba Montgomery) — 3:19
4. «What Do You Say to That» (Jim Lauderdale, Montgomery) — 3:04
5. «Peace of Mind» (Aaron Barker, Dean Dillon) — 3:16
6. «That’s Where I Wanna Take Our Love» (Hank Cochran, Dillon) — 3:20
7. «Always Never the Same» (Marvin Green, Terry McBride) — 3:06
8. «One of You» (Kostas, Lauderdale) — 2:35
9. «I Look at You» (Steve Bogard, Jeff Stevens) — 3:31
10. «4 Minus 3 Equals Zero» (Lonnie Williams) — 3:11

## Позиции в чартах
| Чарт (1999)                       | Высшая позиция |
| --------------------------------- | -------------- |
| U.S. Billboard Top Country Albums | 2              |
| U.S. Billboard 200                | 6              |
| Canadian RPM Country Albums       | 2              |